# Chandler Burr
Chandler Burr (Chicago, 30 de dezembro de 1963) é um jornalista americano, autor e curador de museu. Desde dezembro de 2010 ele foi curador de arte olfativa do Museu de Artes e Design (Museum of Arts and Design) de Nova York.

## Biografia
Burr cresceu em Washington, D.C. e graduou-se no Principia College em Elsah, Illinois. Burr começou sua carreira jornalística em 1987 como colaborador no escritório do The Christian Science Monitor no sudeste da Asia, e mais tarde tornou-se editor contribuinte para o U.S. News and World Report. Ele também escreveu sobre epidemiologia e saúde pública para o The Atlantic. Tirou o mestrado em Economia Internacional e estudos no Japao pela H Paul Nitze School of Advanced International Studies (SAIS) da Universidade Johns Hopkins. Hoje ele mora em Nova York.
Em 1993, Burr escreveu uma reportagem de capa para o The Atlantic  sobre “Homossexualidade e Biologia”. Este tema se tornou a base para o seu primeiro livro  “A Criacao em Separado: A busca das origens biológicas da orientação sexual “(1996), que investigava pesquisas em orientação sexual. Burr comparou os perfis clínicos de orientação sexual com destreza manual, e por escrito, a melhor analogia para a homossexualidade e o canhoto. “A Criação em Separado” foi publicado pelo Hyperion, uma subsidiária da The Walt Disney Company, e com este argumento de que a orientação sexual e inato levou a Southern Baptist a procurar boicotar filmes e parques temáticos da Disney.
Em 1996, The Weekly Standard publicou o artigo de Burr "Porque os conservadores deveriam aceitar o gene gay". Ele argumentou que a pesquisa cientifica, do ponto de vista de Burr, demonstrou que a orientação sexual determinada biologicamente suporta uma visão conservadora da natureza humana.
O livro de Burr “The Emperor of Scent”, publicado em 2003, conta como o cientista franco-italiano Luca Turin inicializou a teoria sobre o funcionamento do olfato. Como resultado, The New Yorker convidou Burr para descrever o processo de criação de um perfume. Em Março de 2005, Burr publicou um outro artigo no The New Yorker sobre um ano de criação de Jean-Claude Ellena em Paris e Grasse, Un Jardin Sur Le Nil pela Hermès.
O livro “The Perfect Scent: A Year Inside the Perfume Industry in Paris & New York”, publicado em 2008, descreve a criação de Ellena do perfume “Nil” em Paris e a criação de Sarah Jessica Parker do perfume “Lovely” em Nova York, sob a égide da licença da corporação de perfume Coty.
De agosto de 2006 até o final do ano de 2010, Burr trabalhou como crítico de perfume para o The New York Times. Sua coluna, "Scent Notes", apareceu pela primeira vez na revista de estilo "T" do jornal e mais tarde no blog do "Times". Stefano Tonchi, editor de estilo do "Sunday Magazine" e "T" do New York Times disse: "The Times sera o primeiro jornal a dar cobertura a industria de fragrancia e perfume da mesma forma como ele da aos filmes, livros e teatros".
Em dezembro de 2010, Burr deixou o "The Times" para criar e tornar-se o curador do Departamento de Arte Olfativa do Museum of Art and Design em Nova York, posição em que ele ocupa atualmente. Uma nota do museu foi editada dizendo que Burr criaria exposições e programas que iluminariam o aroma como uma forma de arte". A primeira exposição de Burr, A Arte do Aroma: 1889-2011, permitira os visitantes a participar de seminários que mostravam trabalhos de alguns dos maiores artistas do perfume do final dos século XIX e 20, além do início do século XXI, como Jean-Claude Ellena, Ernest Beaux and Jacques Cavallier. The New York Times relatou que quando perguntaram a Burr sobre sua recusa em exibir embalagens ou frascos, ele respondeu: "O aroma é a obra de arte. Eu sou contra o foton(?)"
Seu primeiro romance, "You Or Someone Like You" foi publicado pela Ecco Press no verão de 2009.
O jornal de Bogotá El Tiempo, em sua edição de 2 de dezembro de 2011, publicou um artigo sobre como Burr supostamente não tinha revelado sua orientação sexual no pedido de adoção de dois órfãos da Colômbia. Como resultado, o ICBF (Instituto Colombiano de Bienestar Familiar) suspendeu o processo de adoção alegando falta de sinceridade por parte de Burr; Burr respondeu que as crianças sabiam sobre sua sexualidade e “eles não se importavam”. Em 13 de Dezembro de 2011, no entanto, foi relatado que as adoções foram feitas oficialmente e que Burr e seus filhos estão vivendo juntos.
Burr realiza actualmente uma série de jantares sobre perfume em todo o mundo.